# Нещо назаем
„Нещо назаем“ (на английски: Something Borrowed) е американска романтична комедия от 2011 г., базиран на едноименната книга през 2005 г., написана от Емили Гифин, режисиран е от Люк Грийнфилд, с участието на Джинифър Гудуин, Кейт Хъдсън, Колин Егълсфийлд и Джон Кразински, и се разпространява от „Уорнър Брос“.